# Gelber Bellefleur

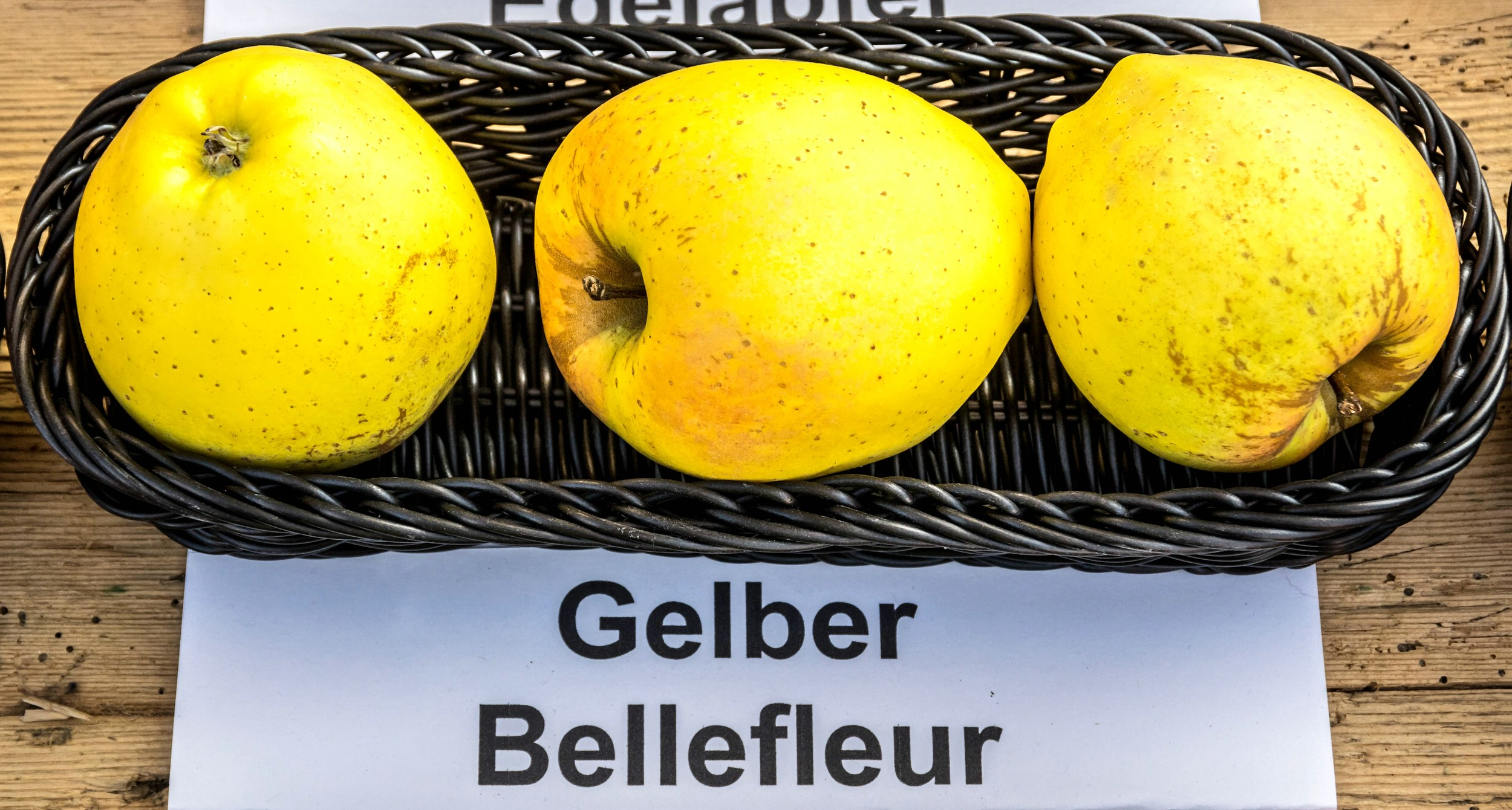
Ansicht der Frucht

Der Gelbe Bellefleur ist eine zu den Calvillen zählende Sorte des Kulturapfels. Die Namensgebung erfolgte nach der schönen Blüte (Bellflower) der Sorte. Synonyme und fremdsprachliche Bezeichnungen sind: Westfield Seek-no-Further, Yellow Bellefleur, Linnoeus Pippin, Metzger’s Calvill.

## Abstammung und Verbreitung
Die Sorte stammt aus Amerika und hat ihren Ursprung im Staate New Jersey. 1874 wurde der Gelbe Bellefleur vom Deutschen Pomologen-Verein in Trier zum Anbau empfohlen.
Die Sorte 'Gelber Bellefleur' ist aktuell auf der Roten Liste der gefährdeten einheimischen Nutzpflanzen in Deutschland aufgeführt. Diese Rote Liste umfasst alle Artengruppen von einheimischen Nutzpflanzen und deren Sorten, Landsorten und Varietäten, die in Deutschland an lokale Bedingungen angepasst und von Bedeutung waren.

## Ansprüche
Die Sorte wächst mittelstark, ist dünntriebig. Das Fruchtholz sind lange Fruchtruten, die nie zu schneiden sind. Nur auslichten und später verjüngen. Die Sorte trägt reichlich und zeigt wenig Hang zur Alternanz, blüht spät von Mitte April bis Ende Mai. Der gelbe Bellefleur kann auch da noch zur Anpflanzung empfohlen werden, wo der Boden nur leicht oder mittelmäßig ist. Für Hoch-, Halb- und Niederstämme gut geeignet. An Zwergstämmen, Pyramiden und Palmetten werden die Früchte besonders schön und groß. Für das Spalier besteht keine Eignung, da der Baum einen kurzen Fruchtholzschnitt nicht gut verträgt.

## Eigenschaften

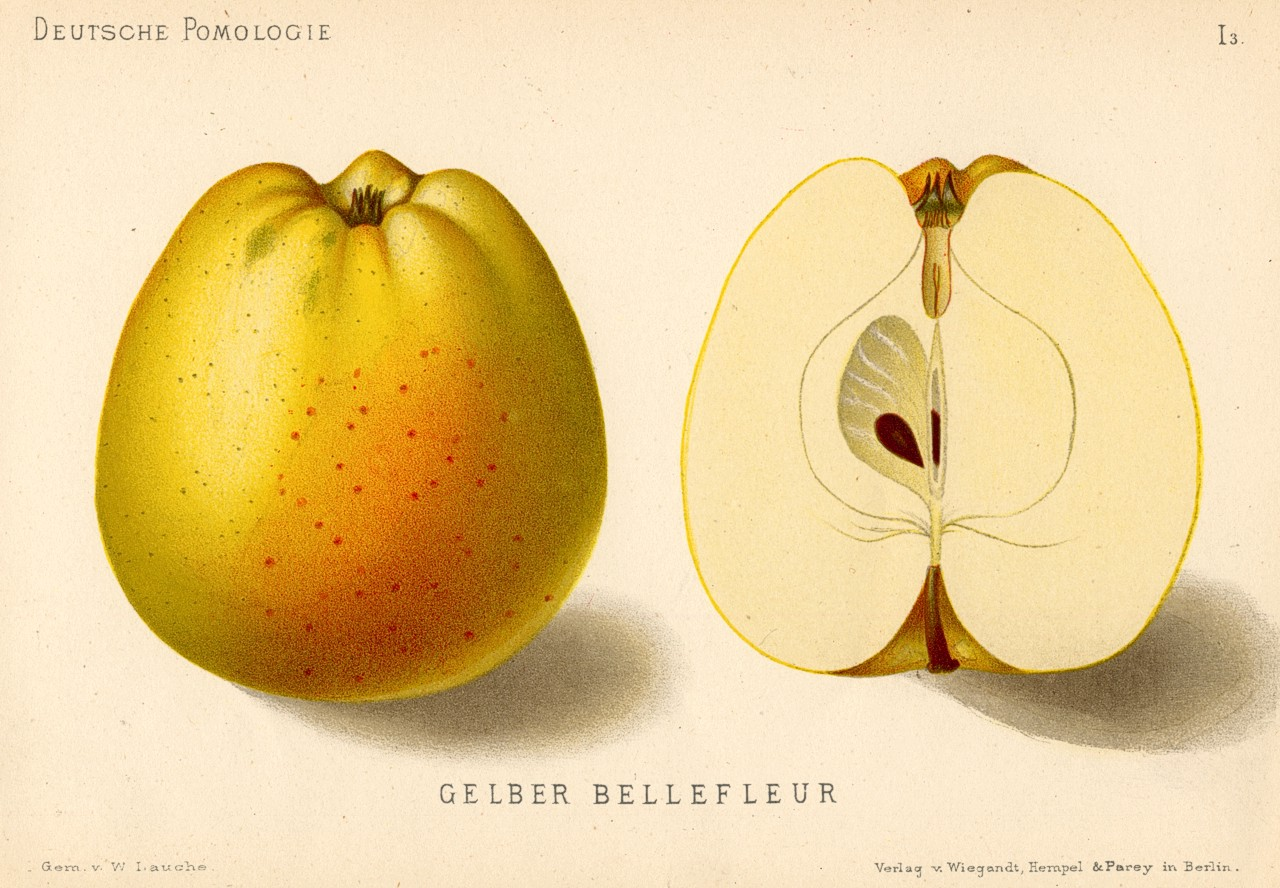
Gelber Bellefleur, Aquarell aus „Deutsche Pomologie“ 1882

Der gelbe Bellefleur ist mittelgroß bis groß, kegelförmig, mit 5 deutlichen Rippen, die vom Kelch zur Fruchtmitte verlaufen. Die Grundfarbe ist Gelbgrün, die Deckfarbe erhält mit zunehmender Reife einen bräunlichroten Anflug auf der Sonnenseite. Die zahlreichen Schalenpunkte sind mittelgroß, eckig und hellbraun. Der Apfel selbst hat keinen feststellbaren Geruch. Das Fleisch der Sorte ist gelblichweiß mild gewürzt, etwas weinig oder quittenartig und leicht süß.
Die Sorte ist ein vorzüglicher Tafel- und Wirtschaftsapfel, deren Lagerreife im November beginnt und die sich bis März hält. Sie darf nicht zu früh geerntet werden.
Der gelbe Bellefleur ist ein guter Pollenbildner.

## Krankheiten
In nassen Jahren und auf feuchtem Boden stellen sich Obstbaumkrebs und Schorfempfänglichkeit häufig ein.